# 浦島丘
浦島丘（うらしまおか）は、神奈川県横浜市神奈川区の町名。「丁目」のない単独行政地名。住居表示未実施区域。
当地には浦島太郎伝説がある。浦島太郎伝説関係資料も参照。

## 地理
神奈川区の東部に位置し、東に七島町、南に亀住町、西に立町、北に白幡南町と白幡東町と接している。

## 歴史

### 町名の由来
字名から。昔、浦島伝説にゆかりの帰国山観福寿寺があった。

### 主な出来事
第二次世界大戦後、戦災後の計画的な住宅建設の一環として、県により鉄筋コンクリート製の不燃性住宅が建設された。1955年（昭和30年）10月30日、昭和天皇、香淳皇后が国民体育大会出席後に浦島丘を行幸啓。住宅を視察したほか、市街地や横浜港を展望した。

### 沿革
- 1932年（昭和7年）1月1日 - 神奈川町字浦島丘、白幡町字亀久保の区域に[6]、浦島丘を新設[8]。
- 1991年（平成3年）11月11日 - 白幡地区の住居表示の実施に伴い、白幡東町、白幡南町との境界を変更する[9]。

## 世帯数と人口
2025年（令和7年）6月30日現在（横浜市発表）の世帯数と人口は以下の通りである。
| 町丁   | 世帯数  | 人口    |
| ------ | ------- | ------- |
| 浦島丘 | 847世帯 | 1,664人 |

### 人口の変遷
国勢調査による人口の推移。
| 年                 | 人口  |
| ------------------ | ----- |
| 1995年（平成7年）  | 987   |
| 2000年（平成12年） | 1,399 |
| 2005年（平成17年） | 1,424 |
| 2010年（平成22年） | 1,406 |
| 2015年（平成27年） | 1,574 |
| 2020年（令和2年）  | 1,603 |

### 世帯数の変遷
国勢調査による世帯数の推移。
| 年                 | 世帯数 |
| ------------------ | ------ |
| 1995年（平成7年）  | 425    |
| 2000年（平成12年） | 606    |
| 2005年（平成17年） | 624    |
| 2010年（平成22年） | 635    |
| 2015年（平成27年） | 739    |
| 2020年（令和2年）  | 754    |

## 学区
市立小・中学校に通う場合、学区は以下の通りとなる（2024年11月時点）。
| 番・番地等 | 小学校             | 中学校               |
| ---------- | ------------------ | -------------------- |
| 全域       | 横浜市立浦島小学校 | 横浜市立浦島丘中学校 |

## 事業所
2021年（令和3年）現在の経済センサス調査による事業所数と従業員数は以下の通りである。
| 町丁   | 事業所数 | 従業員数 |
| ------ | -------- | -------- |
| 浦島丘 | 29事業所 | 289人    |

### 事業者数の変遷
経済センサスによる事業所数の推移。
| 年                 | 事業者数 |
| ------------------ | -------- |
| 2016年（平成28年） | 32       |
| 2021年（令和3年）  | 29       |

### 従業員数の変遷
経済センサスによる従業員数の推移。
| 年                 | 従業員数 |
| ------------------ | -------- |
| 2016年（平成28年） | 224      |
| 2021年（令和3年）  | 289      |

## 交通
- 国道1号

## 施設
- 神奈川県計量検定所
- 横浜市立浦島小学校
  - なお横浜市立浦島丘中学校は隣接する白幡東町にある。

## その他

### 日本郵便
- 郵便番号 : 221-0062[3]（集配局：神奈川郵便局[19]）

### 警察
町内の警察の管轄区域は以下の通りである。
| 番・番地等 | 警察署       | 交番・駐在所 |
| ---------- | ------------ | ------------ |
| 全域       | 神奈川警察署 | 浦島丘交番   |